# Niedersächsischer Mündungstrichter der Elbe
Der Niedersächsische Mündungstrichter der Elbe ist ein Naturschutzgebiet im gemeinde- und kreisfreien Gebiet der Unterelbe.
Das Naturschutzgebiet mit dem Kennzeichen NSG LÜ 336 ist circa 8455 Hektar groß. Es ist vollständig Bestandteil des FFH-Gebietes „Unterelbe“ sowie teilweise Bestandteil des EU-Vogelschutzgebietes „Unterelbe“. Es grenzt nach Süden an die Naturschutzgebiete „Hadelner und Belumer Außendeich“, „Vogelschutzgebiet Hullen“, „Außendeich Nordkehdingen I“ und „Außendeich Nordkehdingen II“ sowie im Nordwesten an die Nationalparks Niedersächsisches Wattenmeer und Schleswig-Holsteinisches Wattenmeer. Teile der Naturschutzgebiete „Vogelschutzgebiet Hullen“, „Außendeich Nordkehdingen I“ und „Außendeich Nordkehdingen II“ sind im Naturschutzgebiet „Niedersächsischer Mündungstrichter der Elbe“ aufgegangen. Das Gebiet steht seit dem 22. November 2018 unter Naturschutz. Zuständige Naturschutzbehörde ist der Niedersächsische Landesbetrieb für Wasserwirtschaft, Küsten- und Naturschutz.

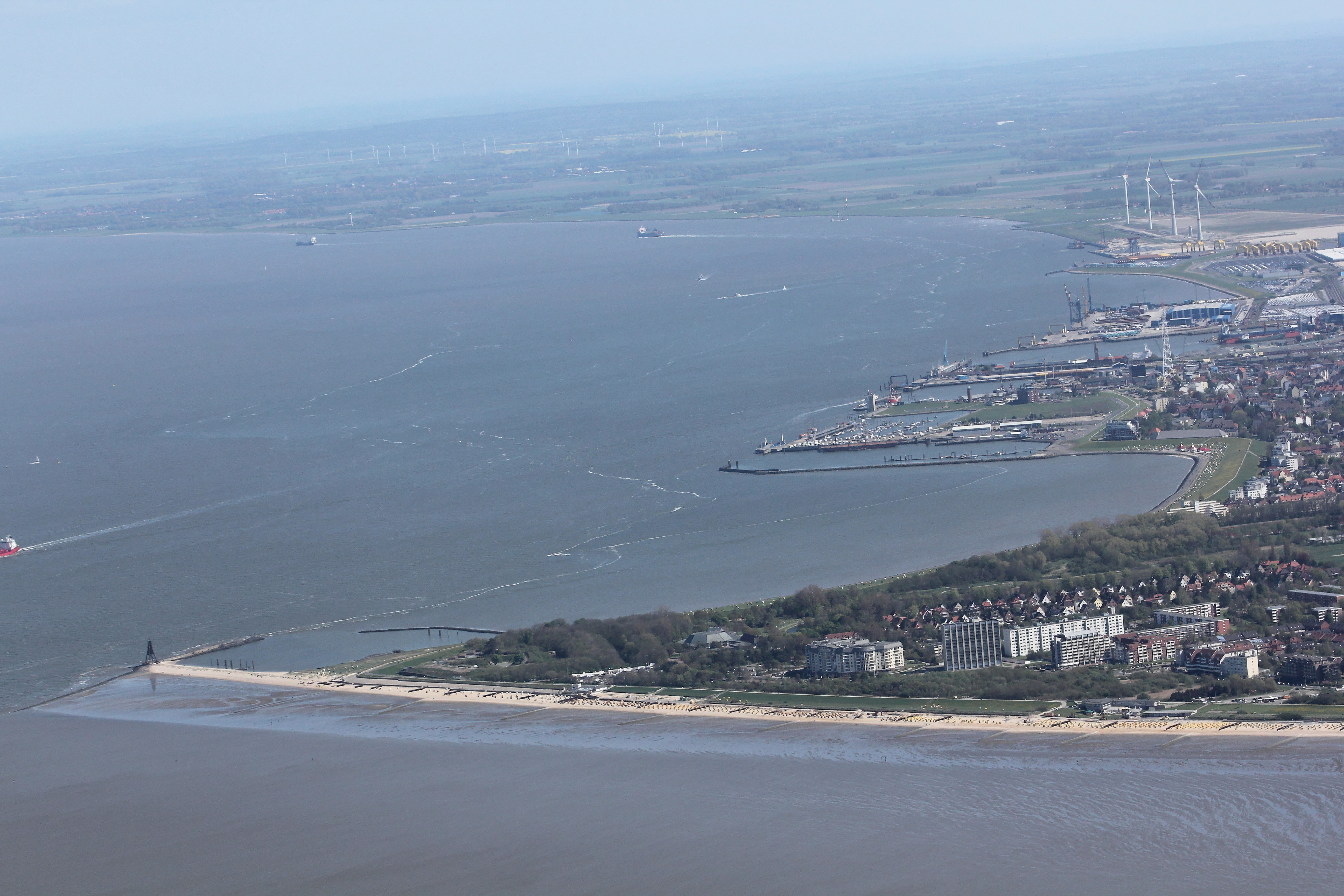
Luftbild der Unterelbe bei Cuxhaven

Das Naturschutzgebiet umfasst Watt- und Wasserflächen der Elbe und erstreckt sich entlang der Elbe nördlich von Freiburg/Elbe bis Cuxhaven-Döse (Höhe Kugelbake). Es umfasst die Bereiche von der mittleren Tidehochwasserlinie am linken Ufer der Elbe bis zur Landesgrenze mit Schleswig-Holstein im östlichen Bereich des Naturschutzgebietes und folgt ab dem Neufelder Sand im westlichen Bereich des Naturschutzgebietes in etwa dem Verlauf des Flusses südlich der auf der rechten Seite der Elbe bei Niedrigwasser trockenfallenden Gebiete. In Cuxhaven sind die den Hafenanlagen und Strandbereichen vorgelagerten Bereiche der Elbe aus dem Geltungsbereich der Naturschutzverordnung ausgenommen.
Das dem Gezeiteneinfluss unterliegende Naturschutzgebiet mit ausgedehnten Wattflächen, Prielen und offenen Wasserflächen der Elbe mit Tief- und Flachwasserzonen ist Lebensraum einer artenreichen Flora und Fauna. Das Gebiet hat eine besondere Bedeutung als Lebensraum und Nahrungshabitat sowie Rast- und Überwinterungsgebiet für Gänse, Schwäne, Enten, Säger, Taucher, Rallen, Limikolen, Möwen und Seeschwalben sowie verschiedene Röhrichtbrüter. Wertbestimmend sind hier insbesondere die als Brutvögel vorkommenden Vogelarten Rohrweihe, Wiesenweihe, Säbelschnäbler, Kampfläufer, Schnatter-, Krick-, Knäk- und Löffelente, Lachseeschwalbe, Flussseeschwalbe, Rohrdommel, Tüpfelsumpfhuhn, Wasserralle, Wachtelkönig, Kiebitz, Bekassine, Uferschnepfe, Rotschenkel, Sumpfohreule, Schilfrohrsänger und Blaukehlchen sowie die Gastvogelarten Höcker-, Zwerg- und Singschwan, Bläss-, Grau-, Nonnen- und Brandgans, Pfeif-, Krick-, Spieß-, Löffel- und Stockente, Kiebitz, Regenbrachvogel, Großer Brachvogel, Dunkler Wasserläufer, Rot- und Grünschenkel, Säbelschnäbler sowie Gold- und Sandregenpfeifer. Das Gebiet ist Nahrungshabitat für Seeadler und Kormoran.
Die Elbe ist Lebensraum und Wanderkorridor verschiedener Fischarten und Rundmäuler, darunter Finte, Flussneunauge, Meerneunauge und Lachs. Das Gebiet ist auch Teillebensraum für Seehund und Schweinswal.